# Saint-Jean-de-Linières
Saint-Jean-de-Linières korábbi község Franciaország Loire mente régiójában, Maine-et-Loire megyében. 2019. január 1-jén Saint-Léger-des-Bois községgel egyesült és Saint-Léger-de-Linières új község része lett.
Lakosainak száma 1803 fő (2018. január 1.). Saint-Jean-de-Linières Saint-Léger-des-Bois, Beaucouzé, Bouchemaine, Saint-Lambert-la-Potherie, Savennières és Saint-Martin-du-Fouilloux községekkel határos.

## Népesség
A település népessége az elmúlt években az alábbi módon változott:
| Lakosok száma | 246  | 490  | 635  | 1400 | 1555 | 1771 | 1766 | 1854 | 1826 | 1803 |
|               | 1968 | 1975 | 1982 | 1999 | 2006 | 2011 | 2013 | 2016 | 2017 | 2018 |